# Zare
Zare (en basc, oficialment en castellà Sada) és un municipi de Navarra, a la comarca de Sangüesa, dins la merindad de Sangüesa. Fins a començament del segle xviii s'hi parlava eusquera, però actualment és zona castellanoparlant.

## Història
A l'època romana per les seves terres passava una calçada que venia de Liédena i es dirigiria cap a Eslava. En aquest acabo existia un poblat localitzat als voltants del camí de Sangüesa. Per aquests temps la població es dedicava a la vinya i a l'olivera. Durant l'edat mitjana va formar amb els pobles veïns una cadena de fortaleses per a defensa de les invasions àrabs. L'any 1076 l'abat Raimundo de Leyre va rebre la cessió del palau de Fontanella. Per un curt període a partir de l'any 1084 aquesta localitat va pertànyer al regne d'Aragó. La família més antiga de Sada de la qual hi ha constància és la dels Aznárez. Aquesta família va rebre de Teobald I de Navarra el castell de Javier l'any 1236.
A partir del 1425 aquesta vila passa a pertànyer al comtat de Lerín. L'àvia materna de Sant Francesc Xavier era de Sada. Segons consta al llibre de focs de la merindad de Sangüesa, l'any 1428 el cultiu de la vinya i blat era la principal font d'ingressos. L'any 1846 aquest poble se segregà de la Val d'Aibar quedant com ajuntament enterament separat. Per aquest lloc passava una ramificació del camí de Santiago que arribava de Sangüesa passant per Aibar i es dirigia per Moriones cap a la Biscaia i d'aquí cap a Artajona travessant la Valdorba.

## Demografia
| Evolució demogràfica                            | Evolució demogràfica | Evolució demogràfica | Evolució demogràfica | Evolució demogràfica | Evolució demogràfica | Evolució demogràfica | Evolució demogràfica | Evolució demogràfica | Evolució demogràfica | Evolució demogràfica |
| 1996                                            | 1998                 | 1999                 | 2000                 | 2001                 | 2002                 | 2003                 | 2004                 | 2005                 | 2006                 | 2007                 |
| ----------------------------------------------- | -------------------- | -------------------- | -------------------- | -------------------- | -------------------- | -------------------- | -------------------- | -------------------- | -------------------- | -------------------- |
| 255                                             | 249                  | 246                  | 239                  | 235                  | 227                  | 223                  | 216                  | 215                  | 211                  | 201                  |
| Fonts: Sada i Institut d'Estadística de Navarra |                      |                      |                      |                      |                      |                      |                      |                      |                      |                      |